# Țigmandru, Mureș
Țigmandru, mai demult Ciucmandru, Cicmandru, Țicmandru (în dialectul săsesc Tsäkmantel, în germană Zuckmantel, Zikmantel, Zeckmantel, în maghiară Cikmántor) este un sat în comuna Nadeș din județul Mureș, Transilvania, România.

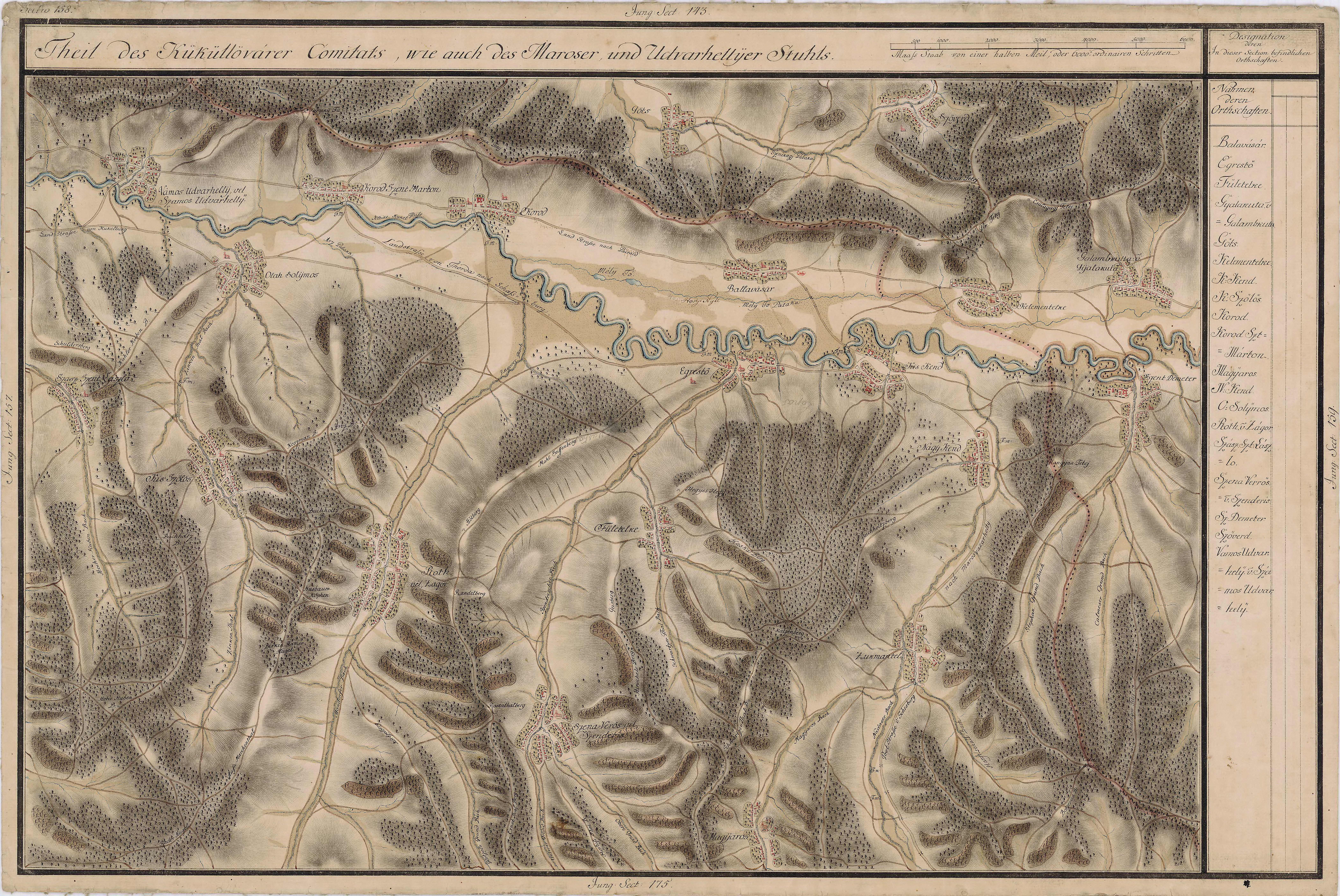
Țigmandru pe Harta Iosefină a Transilvaniei, 1769-73

## Imagini

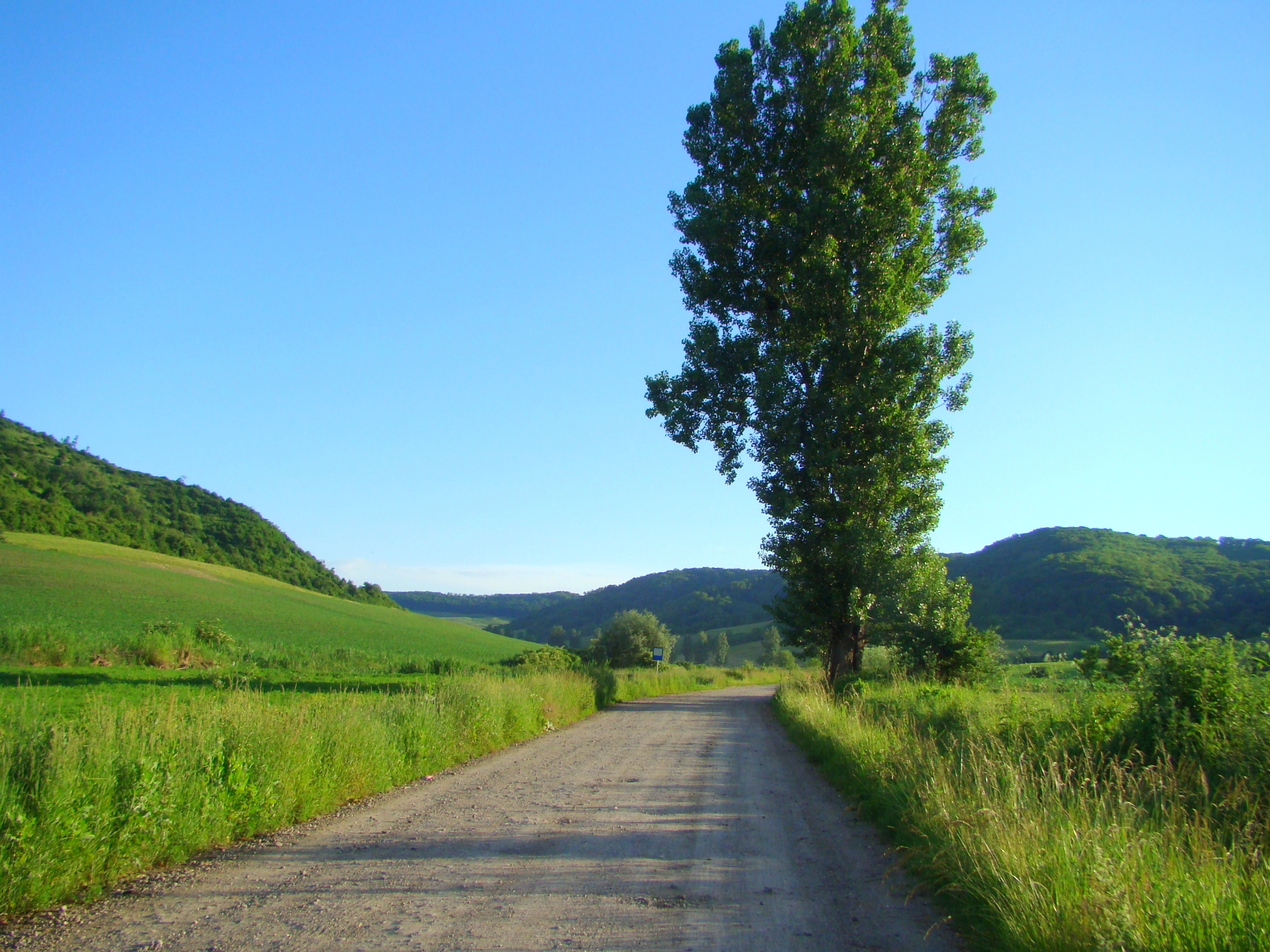
Drumul Măgheruș-Țigmandru
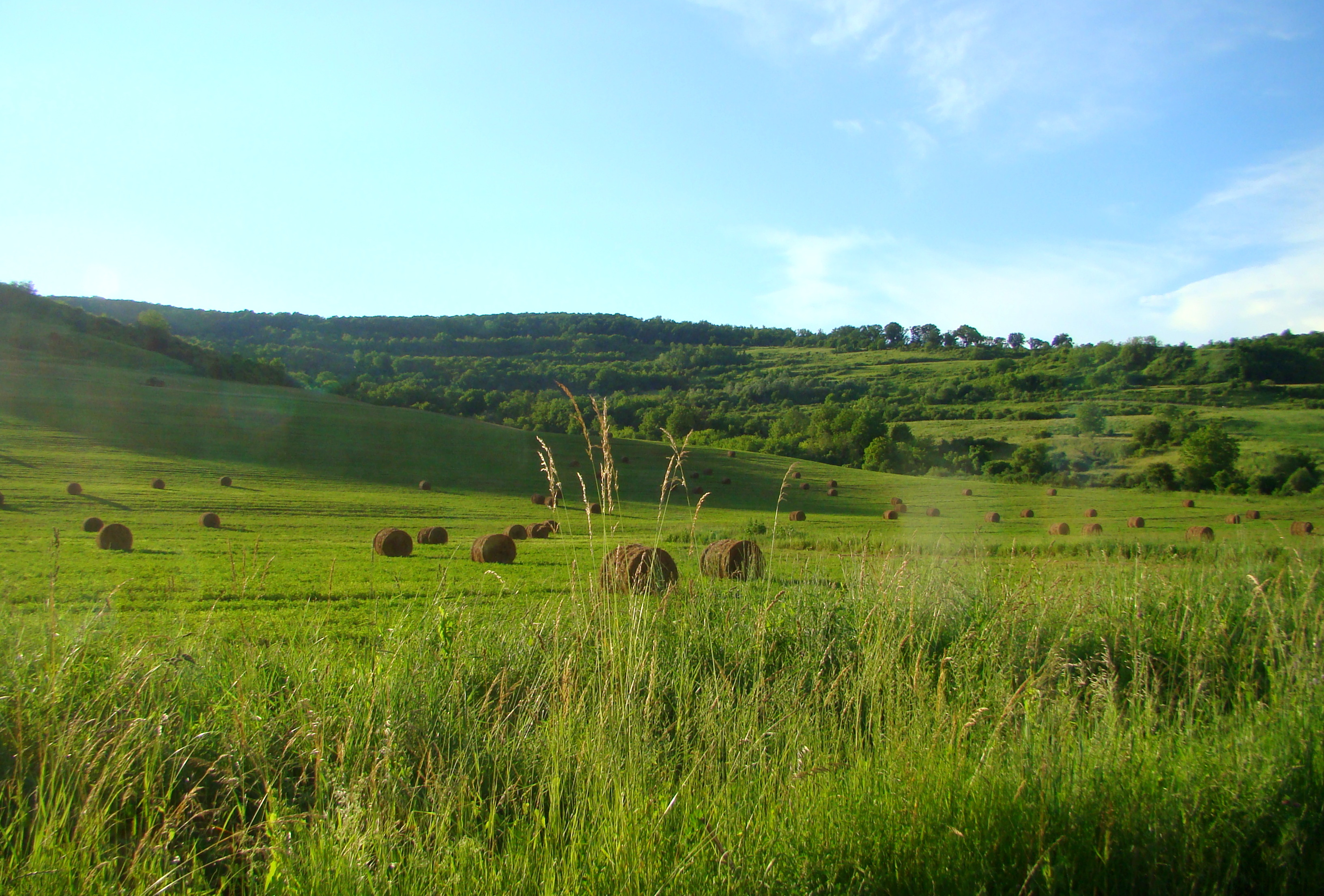
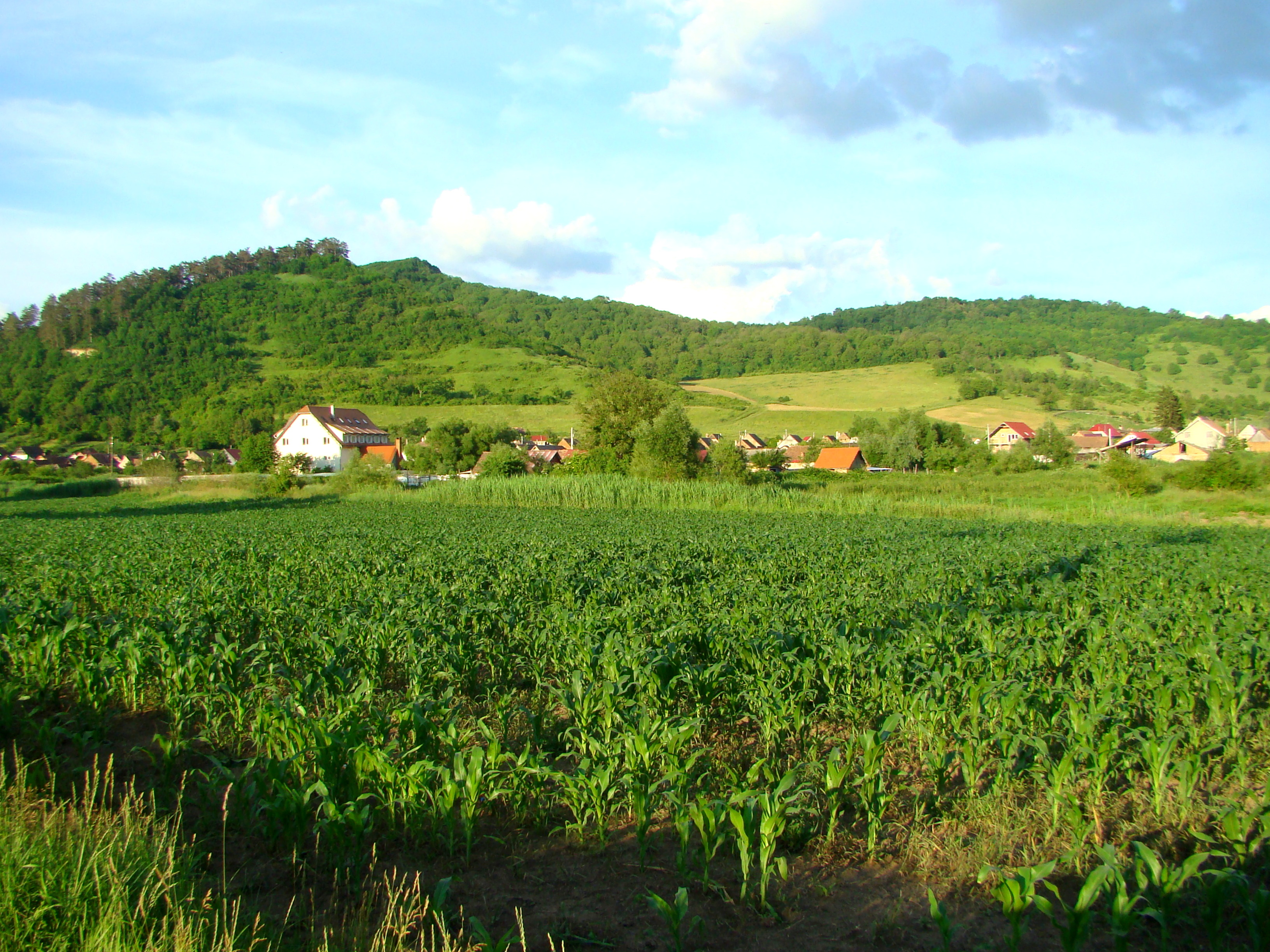
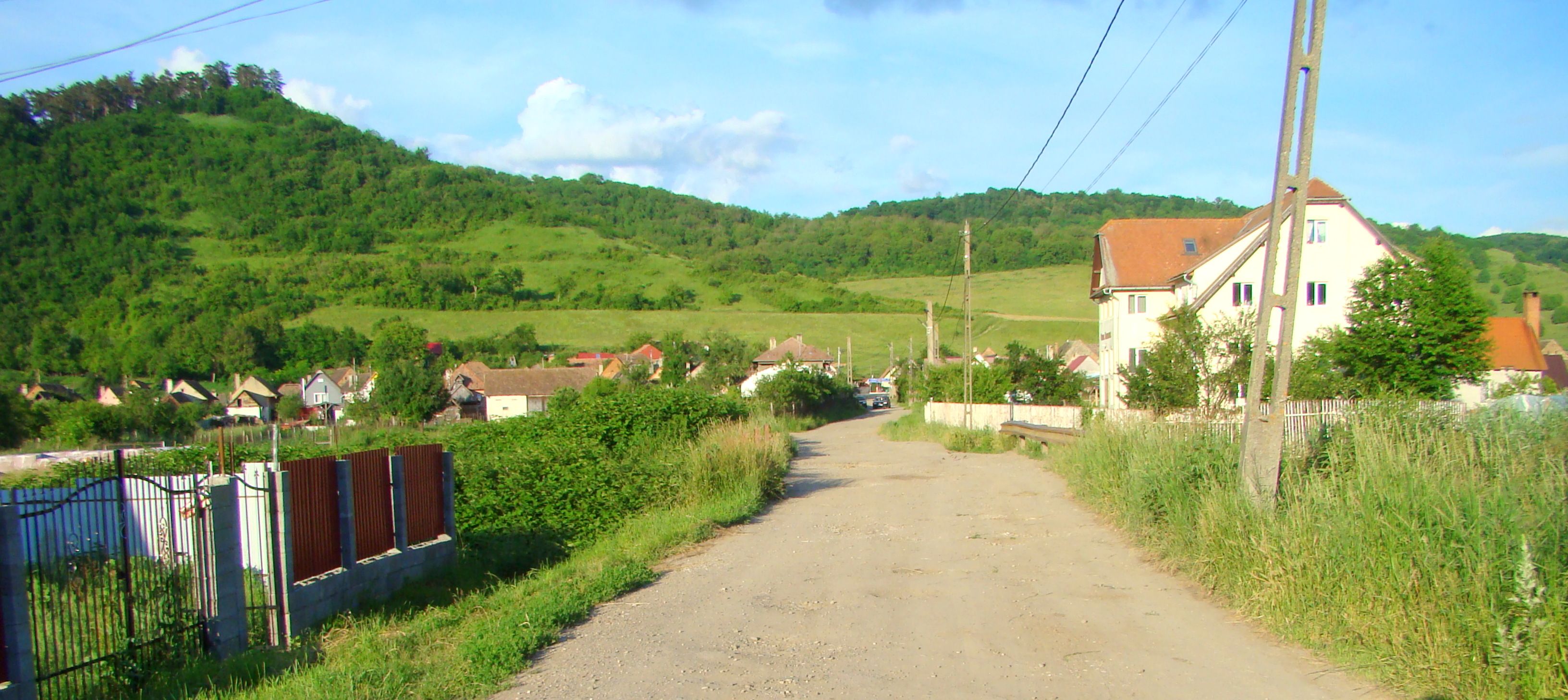
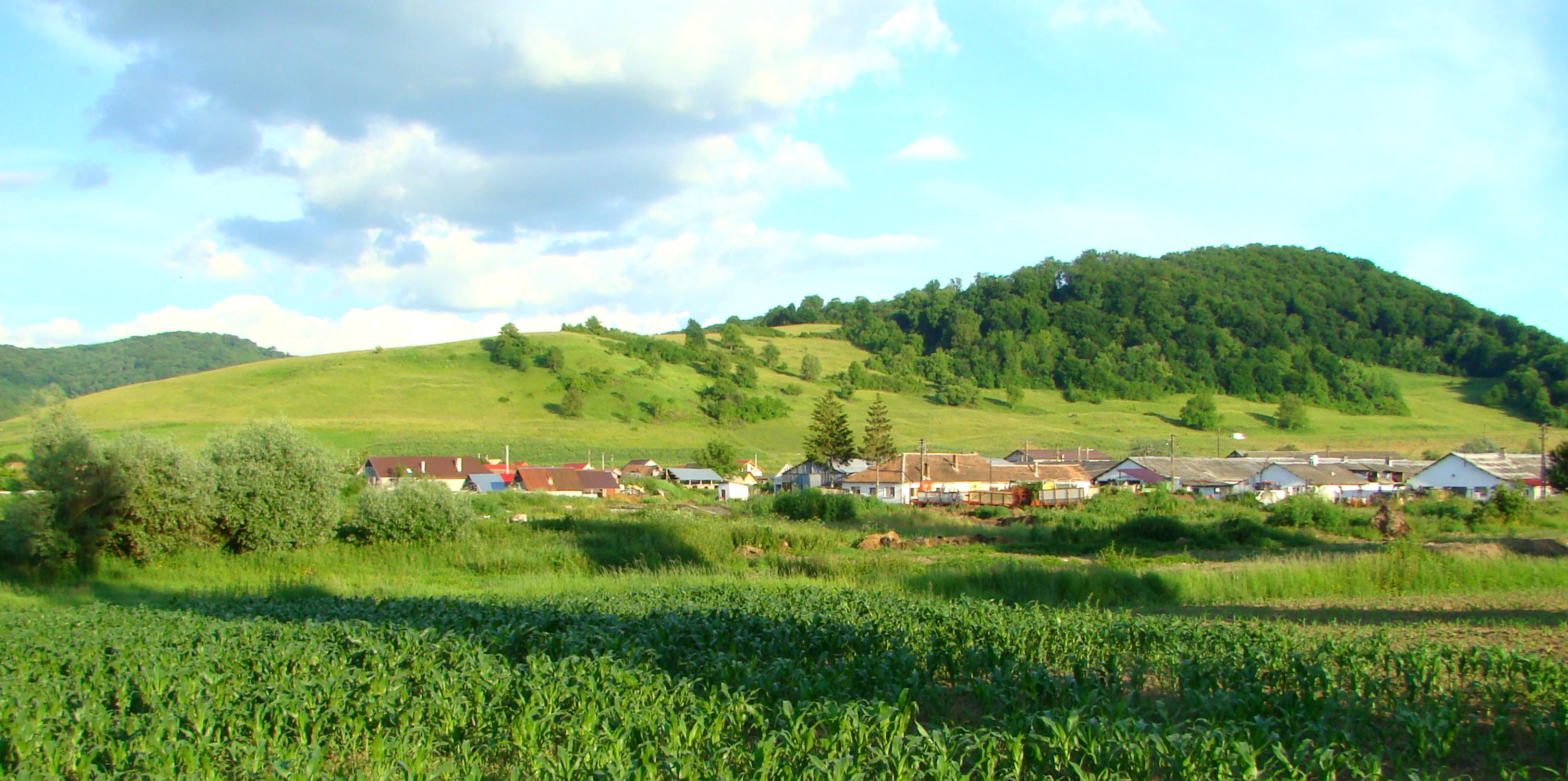
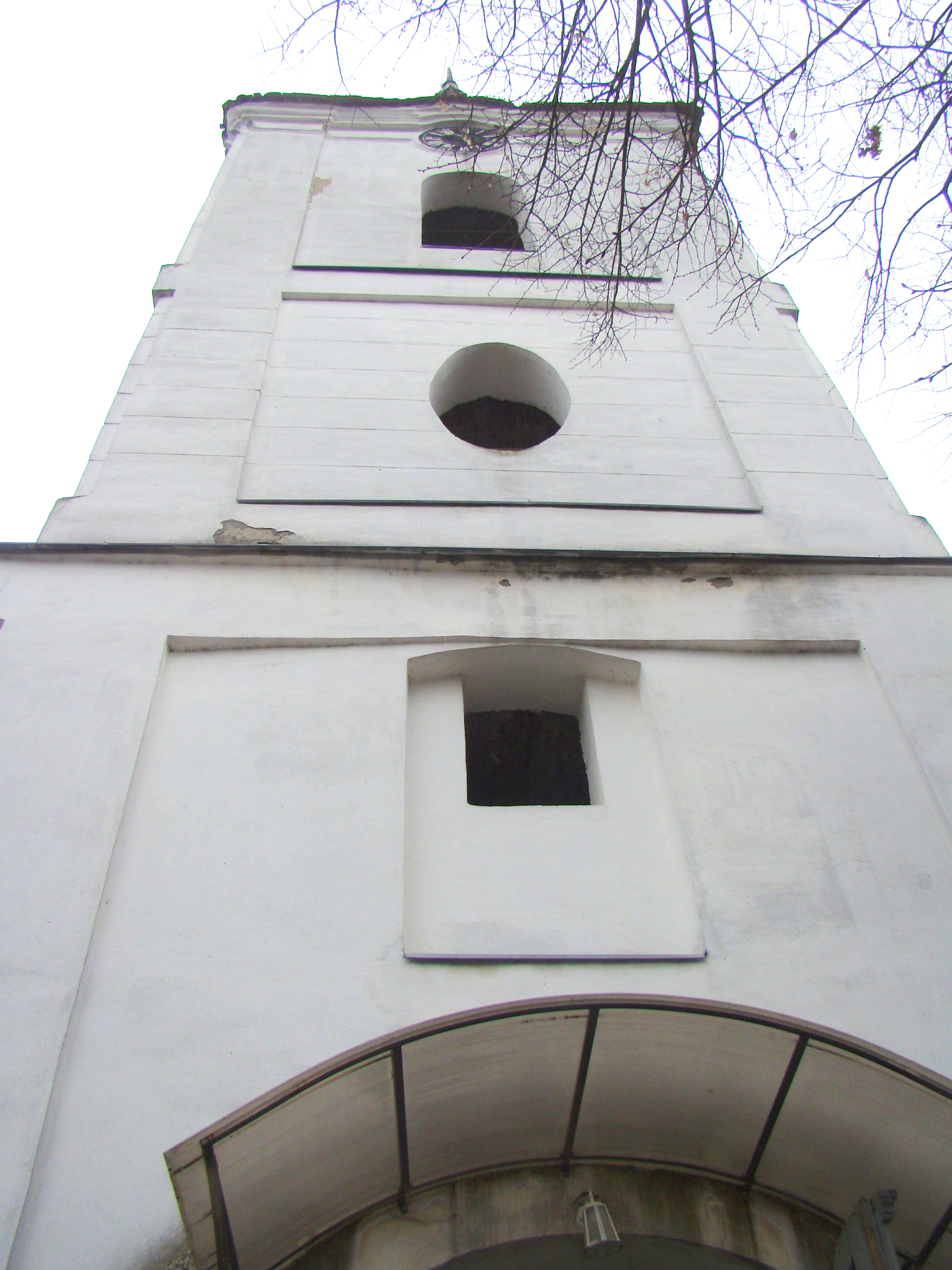
Turnul bisericii evanghelice
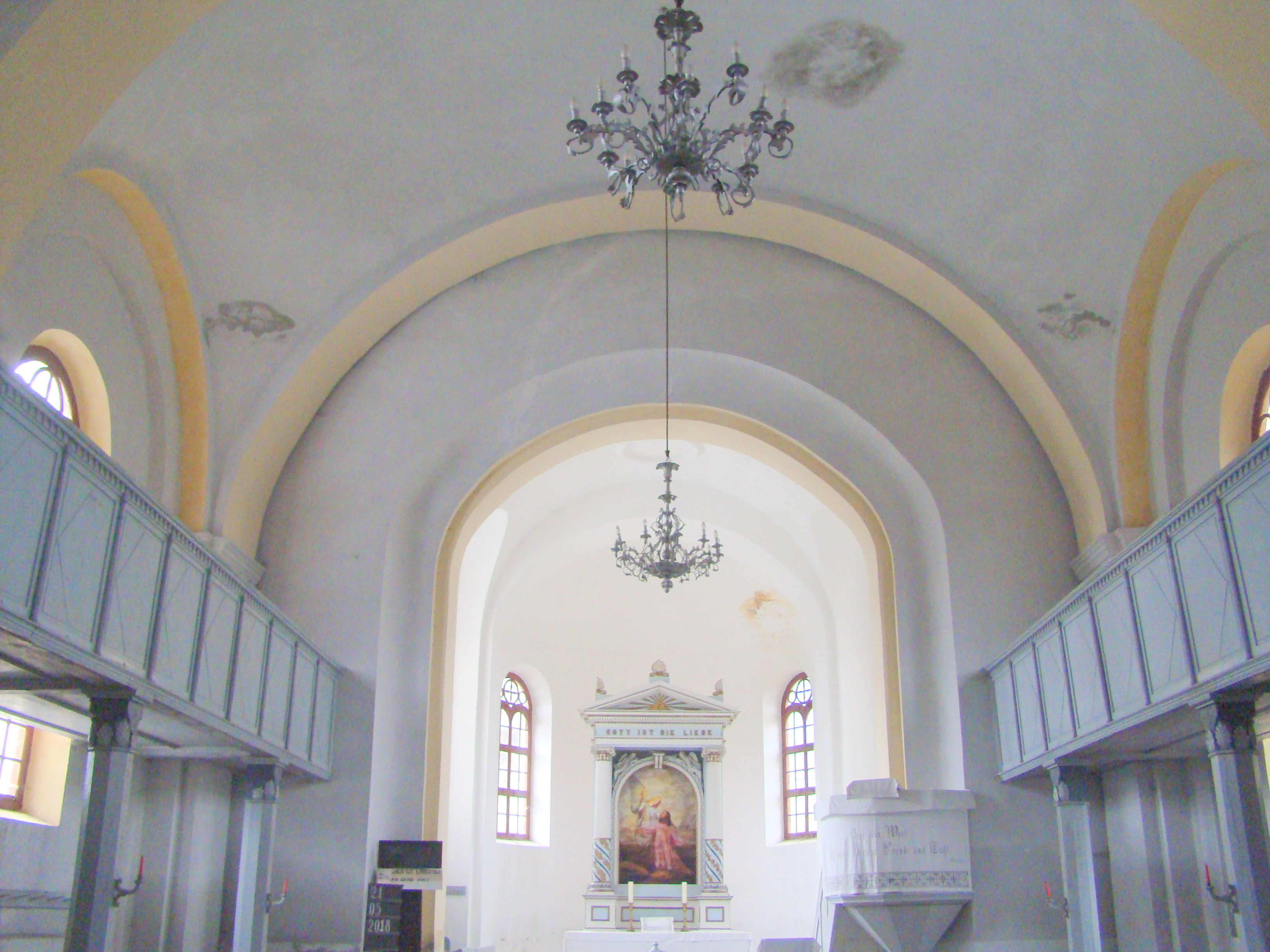
Interiorul bisericii
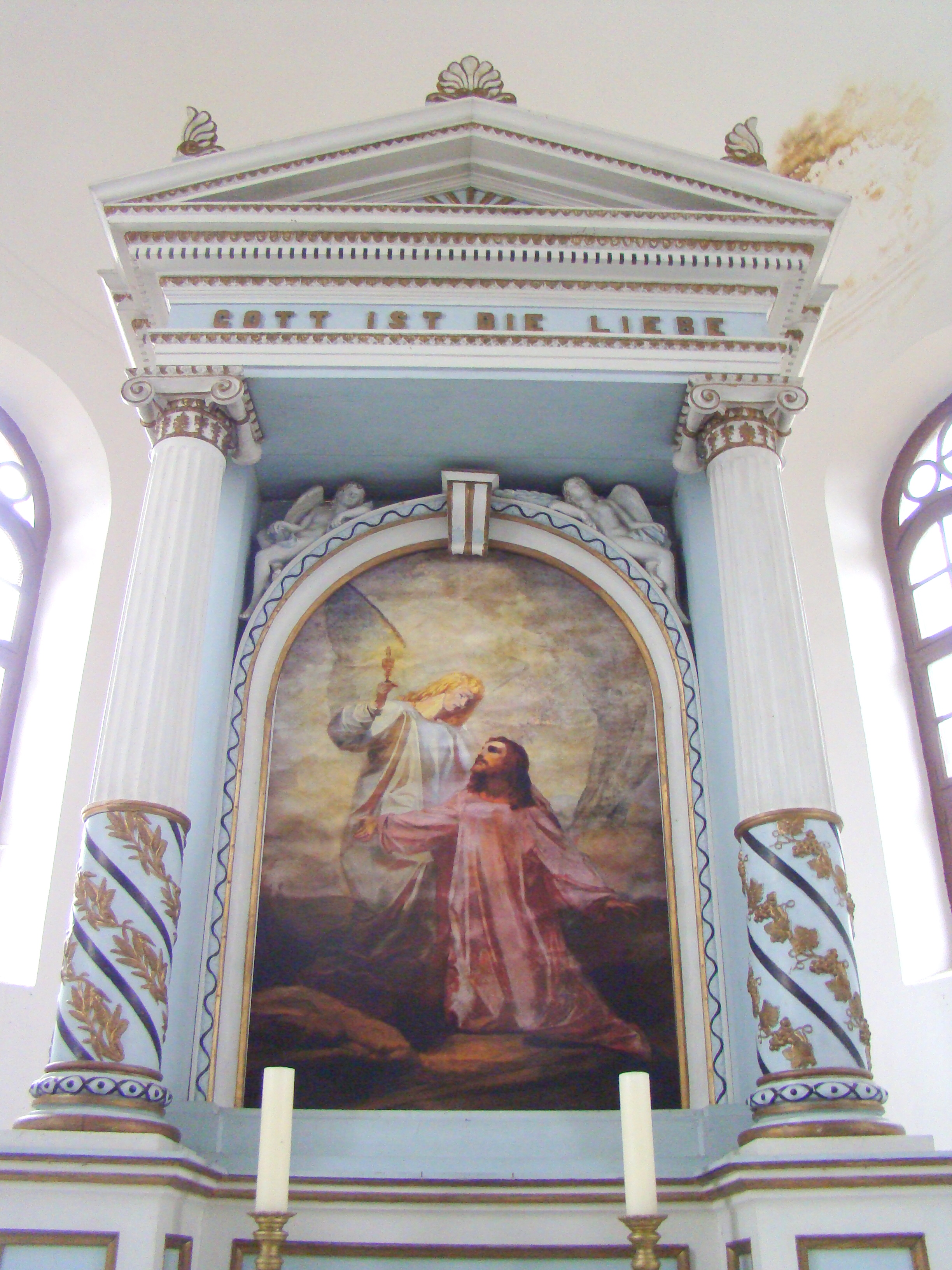
Altarul
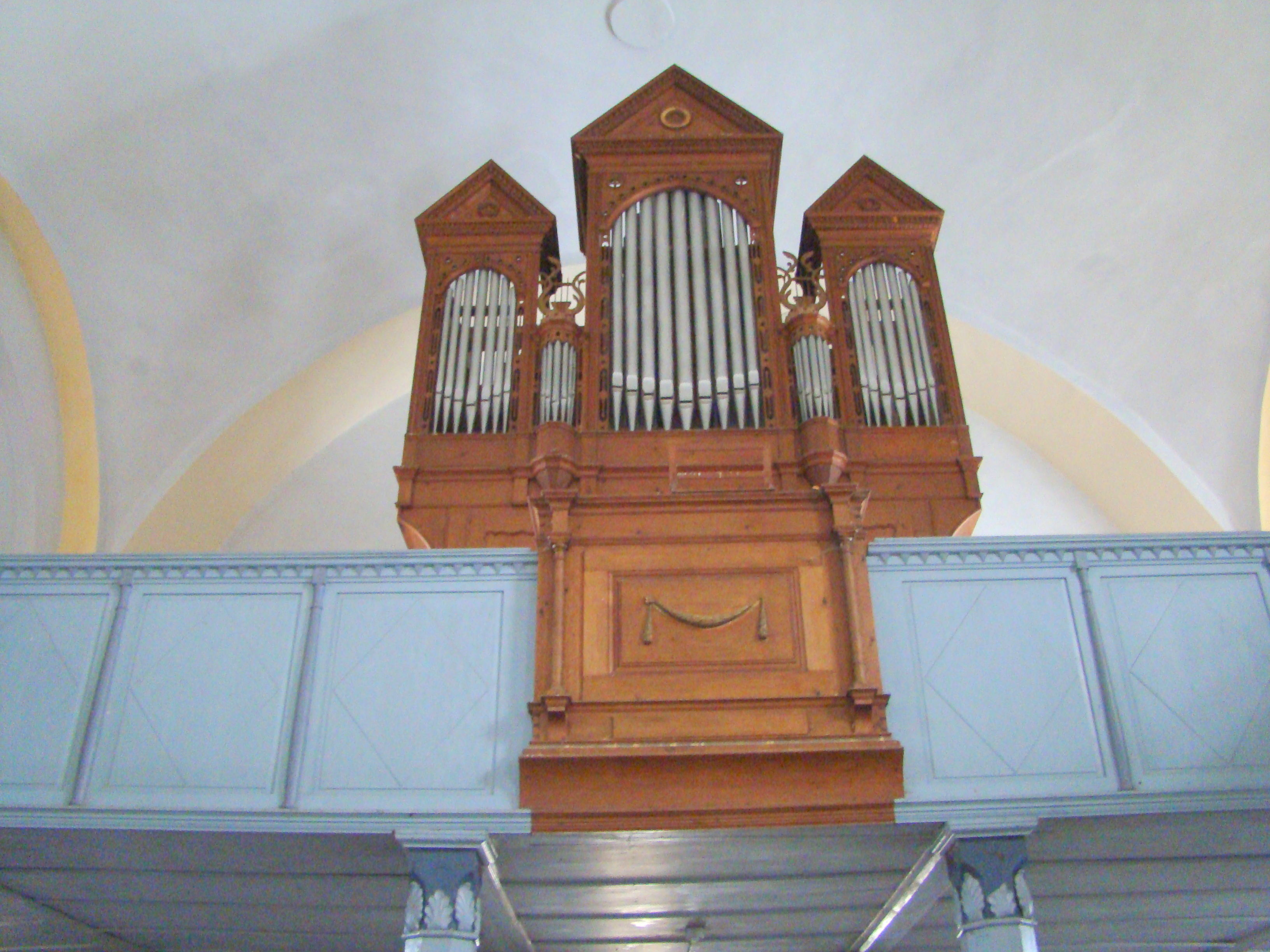
Orga
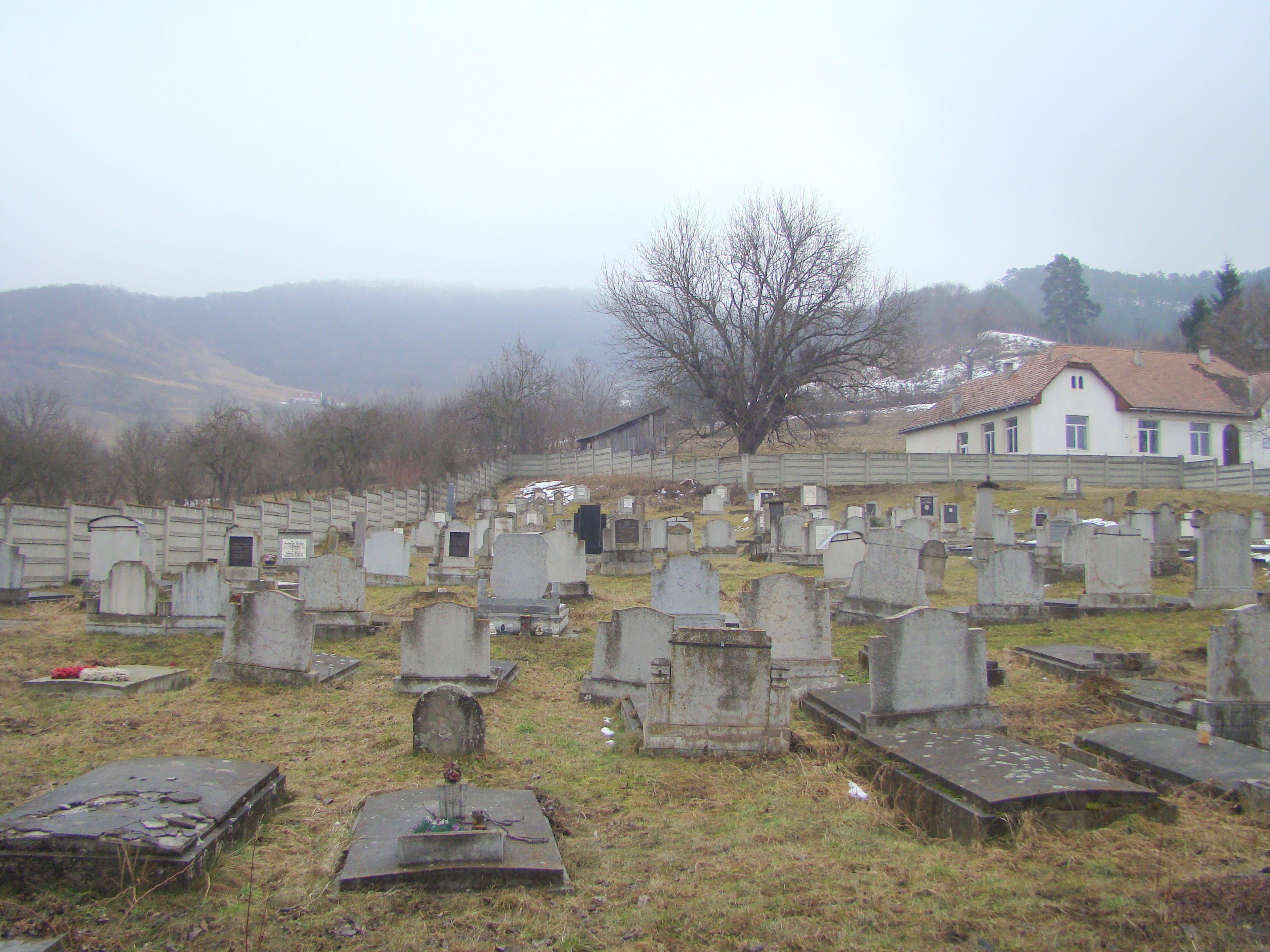
Cimitirul evanhelic